# Personaggi di Michel Vaillant
Questa voce è un elenco dei principali personaggi del mondo di Michel Vaillant.
| Indice A B C D E F G H I J K L M N O P Q R S T U V W X Y Z |

## A

### Agnès Vaillant
Nata de Chanzy, figlia di un amico di Henri Vaillant che vive in Argentina, diventa la moglie di Jean-Pierre Vaillant che conobbe durante il Gran Premio d'Argentina nell'albo La grande sfida. Hanno un figlio Jean-Michel (albo I piloti del brivido).

## B

### Benjamin Vaillant
Fratello di Henri, zio di Michel, direttore dell'impresa di trasporti che porta lo stesso nome a Marsiglia.

### Bob Cramer
Cattivo
Fa la sua prima comparsa nell'albo Un 13 in gara come pilota della Bocar iscritto dal Texas Drivers Club nelle 24 ore di Le Mans. All'inizio nemico giurato di Steve Warson che corre in coppia con Michel Vaillant. Diventerà poi pilota della casa "Leader" antagonista della Vaillante. Personaggio complesso, dalla mente tormentata, gli capiterà qualche volta di passare, solo momentaneamente, dalla parte dei "buoni" aiutando i Vaillant.

### Boule
Autista di automezzi pesanti presso la ditta Benjamin Vaillant apprezzato da tutti per il suo buon umore. Tuttavia, credendosi invincibile nel ramino, viene battuto da Steve Warson nell'Operazione Jaguar a fine albo e ciò l'obbliga a tagliarsi i baffi che aveva scommesso al gioco.
Lo si ritrova nell'albo Il mistero del Lunar sempre come camionista…

## D

### Dino Falconetti
Pilota italiano che fa la sua prima comparsa nell'albo Il circuito del terrore come giovane speranza dell'équipe europea.

## E

### Elisabeth Vaillant
Moglie di Henri, madre di Michel e Jean-Pierre.

## F

### Françoise Latour
Buono
Figlia di Louis Latour, fa la sua prima apparizione nell'albo Un 13 in gara come giornalista di una rivista per giovani incaricata di intervistare Michel. I loro primi contatti non sono di natura tale da far credere a una possibile storia sentimentale. Eppure proprio lei diventerà la moglie di Michel Vaillant nell'albo Des filles et des moteurs.

## G

### Gabrièle Spangenberg
Buono
Figlia di un ricchissimo industriale tedesco vive nel castello di Königsfeld nei pressi di Nürburgring dove conosce Michel e Steve quando questi vengono invitati al castello da suo padre durante il Gran Premio di Germania nell'albo Il castello della vendetta. Gabrièle diventerà in seguito la compagna d'Yves Douléac.

## H

### Hawkins
Dan Hawkins è un pilota automobilistico statunitense, amico di Bob Cramer. Come lui veterano della scuderia "Texas Drivers Club" diventato poi pilota della scuderia Leader. Personaggio abietto e di scarsi valori morali è sempre dalla parte dei "cattivi".

### Henri Vaillant
Padre di Michel e Jean-Pierre, ha iniziato la sua carriera come meccanico prima di costruire e condurre lui stesso le sue proprie auto da corsa. Poi è diventato un costruttore d'auto di successo. Dopo il suo ritiro, ha passato le redini della fabbrica e della scuderia a suo figlio Jean-Pierre. Le decisioni importanti, comunque, vengono prese sempre tenendo conto del suo saggio parere.

## J

### Jean-Michel Vaillant
Figlio di Jean-Pierre e di Agnes Vaillant. Fa la sua prima comparsa all'inizio dell'albo I piloti del brivido. Compare ancora successivamente, senza entrare nelle trame delle storie, in altri album.

### Jean-Pierre Vaillant
Fratello maggiore di Michel, ha abbandonato la sua carriera di pilota per consacrarsi interamente alla creazione della maggior parte delle Vaillante da corsa. Prende il posto del padre Henri come caposquadra della scuderia Vaillante e, soprattutto, come padrone delle fabbriche Vaillante. Era il pilota senza volto della F.1"Mystère" nell'albo dal medesimo titolo.

### Joseph
Capo-meccanico di Michel Vaillant nei primi albi, Joseph Rénier ha partecipato all'avventura della Grande Sfida. In una occasione sarà anche l'autista di Elisabeth Vaillant, insegnandole pure a guidare, cosa che gli farà venire i sudori freddi. Andato in meritata pensione, riprende servizio nell'albo Serie Nera, prendendo in mano le redini dell'equipe di meccanici di Michel Vaillant, al fine di permettere a questi di ritrovare un ruolo conforme alla sua leggenda. Lo ritroveremo occasionalmente negli albi "I giovani lupi" e "Sfida tra i bastioni".

### Jules Bonnet
Camionista presso Benjamin Vaillant a Marsiglia, è passato provvisoriamente alla concorrente Nord-Méditerranée dove Régis Blancardo è il co-dirigente (con suo padre…) nell'albo Operazione Jaguar. Lo segue Yves Douléac lui stesso trasportatore all'epoca e finiscono coinvolti nei loschi intrallazzi di Régis.

### Julie Wood
Buono negli albi di Julie Wood e Michel Vaillant
Buono nel film Adrenalina blu - La leggenda di Michel Vaillant interpretato da Diane Kruger (dove però non ricopre al 100 % lo stesso ruolo che nei fumetti)
Julie Wood è un ex campionessa di motociclismo passata alle quattro ruote con ottimi risultati. È stata per lungo tempo fidanzata di Steve Warson, probabilmente l'unico vero amore del pilota americano.

## L

### Il Leader
Cattivo
Nemico numero uno del Team Vaillante. Potente e misterioso, dai caratteri somatici orientali, con il suo impero tecnologico cerca di surclassare, con tutti i mezzi, il predominio occidentale nel campo automobilistico. Successivamente, si ritirerà in un monastero tibetano, e il suo progetto di potere verrà proseguito dalla figlia Ruth.

### Louis Latour
Padre di Françoise Latour, amico di Henri Vaillant e direttore del giornale L'Eclair de France. È lui che lancia nel suo giornale La grande sfida del primo albo della serie.

## M

### Marcetto
Vecchio camionista di Benjamin Vaillant passa alla concorrente Nord-Méditerranée come Jules Bonnet. Uomo irascibile pronto a lasciarsi coinvolgere in faccende poco pulite.

### Michel Vaillant
Buono negli albi di Michel Vaillant
Buono nel cartone animato Michel Vaillant interpretato da Michel Vigné
Buono nel film Adrenalina blu - La leggenda di Michel Vaillant interpretato da Sagamore Stévenin
Buono nella serie televisiva Les Aventures de Michel Vaillant interpretato da Henri Grandsire
Figlio minore di Henri e Elisabeth Vaillant è il pilota vedette della scuderia Vaillante. 
Pilota automobilistico polivalente, nel suo palmarès figurano numerose vittorie in Formula 1, ma anche alle 24 ore di Le Mans, e nel rally.

## N

### Nicolas Olensky
Giovane speranza russa del team Vaillante presente nell'albo Ottavo pilota.

## P

### Patrick Vaillant
Figlio di Michel e Françoise, la sua nascita viene annunciata a Michel dal cartello di segnalazione dei box durante una sua partecipazione alle 24 ore di Le Mans. Appare per la prima volta, in età adolescenziale, nel volume Nel nome del figlio (Au nom du fils), il 71º, che segna l'inizio della "seconda" stagione del fumetto.

### Payntor
Donald Payntor è un membro dei Texas' Drivers e vero mascalzone in Colpo di scena a Indianapolis, si ravvederà alla fine della storia quando si opporrà alle losche macchinazioni contro la scuderia Vaillante. Nell'episodio Il terribile raid, risolleverà le sorti della scuderia Texas' Drivers, che era stata sciolta, con l'aiuto di Roy Johnson (ex allievo della scuola piloti Vaillante).

## R

### Régis Blancardo
Cattivo
Figlio del proprietario della Nord-Méditerranée impresa di trasporti concorrente di quella di Benjamin Vaillant. Tenta di coinvolgere Jules Bonnet e Yves Douléac nei suoi intrallazzi di traffico di armi (Operazione Jaguar), e diventa pertanto il nemico di Michel. Ritorna nell'albo I piloti del brivido in cui tenta di screditare Michel con frottole. Michel gli salverà tuttavia la vita alla fine dell'albo. Lo si ritrova ancora una volta nell'albo Il mistero del Lunar dove Michel lo sottrae dalle mani di una banda di malviventi dai quali era stato ingaggiato.

### Ruth
Cattivo
Ruth Randson, è una ex pilota che ha corso con lo pseudonimo di "Jo Barett". È la figlia del Leader, ed è una creatura diabolica tanto seducente quanto malvagia. Se Michel Vaillant riesce generalmente a tenerla a distanza, Steve Warson si lascia spesso conquistare dal suo fascino cedendo alla tentazione. Prenderà il posto del Leader nella sua storica lotta contro il team Vaillant.

## S

### Steve Warson
Buono
Pilota automobilistico americano, all'inizio avversario di Michel sulla pista, nel primo albo La grande sfida, ma diventa il suo più grande amico negli albi seguenti, e successivamente membro della scuderia Vaillante.
Steve Warson è stato per lungo tempo compagno di Julie Wood.

## Y

### Yves Douléac
Buono
Appare all'inizio come ragazzo di 15 anni nell'albo Operazione Jaguar. Figlio di un autista di camion dell'impresa "Benjamin Vaillant" morto in un incidente stradale. Salvato da Michel dalla cattiva influenza di Régis Blancardo per diventare in seguito allievo alla scuola di pilotaggio Vaillant (Il pilota N.8) e pilota della scuderia Vaillant. È compagno di Gabrièle Spangenberg.